# Ága
Ága er en fransk film fra 2018 og er instrueret af Milko Lazarov.

## Medvirkende
- Mikhail Aprosimov som Nanook
- Feodosia Ivanova som Sedna
- Sergei Egorov som Chena
- Galina Tikhonova som Aga